# Wiekowo (przystanek kolejowy)
Wiekowo – przystanek osobowy wraz z mijanką w Wiekowie, w województwie zachodniopomorskim, w Polsce, na linii kolejowej nr 202 łączącej stację Gdańsk Główny ze Stargardem.

## Ruch pasażerski
| Rok  | Wymiana pasażerska na dobę |
| ---- | -------------------------- |
| 2017 | 20-59                      |
| 2022 | 50-99                      |